# Lestes macrostigma
Lestes macrostigma  (Eversmann, 1836) je vrsta iz familije Lestidae. Srpski naziv ove vrste je Tamna zelena devica.

## Opis vrste
Karakteristična i krupna vrsta koju je gotovo nemoguće pomešati s nekom drugom iz svog roda. Kod oba pola preovladava tamnoplava boja s nešto malo zelene na sredini tela. Početak i kraj trbuha su obojeni nešto intenzivnije plavo nego njegov ostatak. Krila su providna s velikom crnom pterostigmom. Pterostigma je gotovo dva puta veća nego kod ostalih predstavnika ovog roda, što je još jedna karakteristika za jasno i lako prepoznavanje.

## Stanište
Naseljava plitke, zaslanjene, stajaće vode dobro obrasle vegetacijom. Zbog specifičnosti staništa areal u Evropi joj je isprekidan. U našoj zemlji je retka i možemo je naći na nekim slatinama.

## Životni ciklus
Ženke polažu jaja u stabljike emerznih biljaka iznad vode, s tim da u ovom slučaju postoje specifične potrebe za biljnim vrstama. To su: ševarka (Bolboschoenus maritimus), slatinsko sito (Juncus maritimus) i vežljika (Schoenoplectus lacustris). U stadijumu jajeta provodi nepovoljno doba godine (zimuje), na proleće se izležu larve koje se brzo razvijajau. Eklozija se događa u ranim jutarnjim satima. Svoju egzuviju ostavljaju na priobalnim biljkama.

## Sezona letenja
Sezona letenja traje od maja do avgusta.

## Literatura
- Askew, R. R. (2004). The Dragonflies of Europe. (revised ed.) Harley Books. pp 58–66.  0-946589-75-5
- d'Aguilar, J., Dommanget, J. L., and Prechac, R. (1986). A Field Guide to the Dragonflies of Britain, Europe and North Africa. Collins. pp 168–178.  0-00-219436-8
- Boudot J. P., et al. (2009). Atlas of the Odonata of the Mediterranean and North Africa. Libellula Supplement 9:1-256.
- Dijkstra, K. & Lewington, R. (2006). Field Guide to the Dragonflies of Britain and Europe. British Wildlife Publishing.  0-9531399-4-8.